# Szamoai legyezőfarok
A szamoai legyezőfarok (Rhipidura nebulosa) a madarak osztályának verébalakúak (Passeriformes) rendjébe és a legyezőfarkú-félék (Rhipiduridae) családjába tartozó faj.

## Rendszerezése
A fajt Titian Peale amerikai ornitológus írta le 1848-ban.

## Alfajai
- Rhipidura nebulosa altera (Mayr, 1931) - Savaiʻi szigetén honos
- Rhipidura nebulosa nebulosa (Peale, 1848) - Upolu szigetén honos  [2]

## Előfordulása
A Csendes-óceán délnyugati részén, Szamoa területén honos. Természetes élőhelyei a szubtrópusi vagy trópusi síkvidéki és hegyi esőerdők, cserjések, valamint legelők, ültetvények és vidéki kertek. Állandó, nem vonuló faj.

## Megjelenése
Testhossza 16 centiméter.

## Életmódja
Főleg repülő rovarokkal táplálkozik, de néha pókokat is fogyaszt.

## Természetvédelmi helyzete
Az elterjedési területe nem nagy, egyedszáma viszont stabil. A Természetvédelmi Világszövetség Vörös listáján nem fenyegetett fajként szerepel.